# Die Eichbäume (Hölderlin)

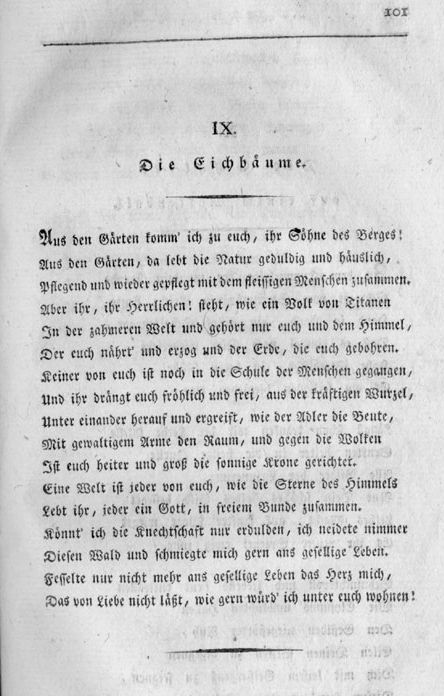
(1) Erstdruck in Die Horen, Jahrgang 1797, Zehntes Stück

Die Eichbäume ist ein Hexametergedicht von Friedrich Hölderlin. 1796 entworfen, erschien es 1797 in Friedrich Schillers Zeitschrift Die Horen.(1) Nennt der deutsch Germanist Joachim Wohlleben (1936–2004) es einen bescheidenen Lyrismus, ein unscheinbares Gedicht, so habe es doch Epoche gemacht in Hölderlins Lyrik. Nach Momme Mommsen ist es das erste bedeutende Gedicht, das Hölderlins eigenen Ton trägt.

## Entstehung
1793 endete Hölderlins Studienzeit im Tübinger Stift. Ende des Jahres wurde er in Waltershausen Hauslehrer für Fritz von Kalb, den Sohn der mit Friedrich Schiller und Johann Wolfgang von Goethe befreundeten Charlotte von Kalb. Er arbeitete intensiv an seinem Roman Hyperion. Anfang September 1794 schickte er die frühe Fassung Fragment von Hyperion an Schiller, der sie im November in seiner Zeitschrift Thalia veröffentlichte. Mit seinem Zögling in Jena, traf er im November 1794 Schiller und Goethe zum ersten Mal persönlich. Mitte Januar 1795 trennte er sich einvernehmlich vom Hause von Kalb. Wieder in Jena, hörte er bei Johann Gottlieb Fichte Vorlesungen, kam häufig mit Schiller und Goethe zusammen und befreundete sich mit Isaak von Sinclair. Ende Mai oder Anfang Juni aber verließ er Jena plötzlich und kehrte ins Haus seiner Mutter in Nürtingen zurück. Die Gründe der „Flucht“ sind nicht ganz erhellt; außer Sehnsucht nach der Heimat hat sicher das Gefühl einer drückenden Übermacht Schillers und Fichtes beigetragen. Die Verse „Ein vertriebener Wandrer / Der vor Menschen und Büchern floh“ aus dem Entwurf des Gedichts Heidelberg werden als Spiegelung dieses Erlebens aufgefasst. Im Januar 1796 trat Hölderlin seine nächste Hauslehrerstelle an, für Henry, den Sohn des Frankfurter Kaufmanns Jakob Friedrich Gontard-Borkenstein (1764–1843). Zwischen Hölderlin und Susette, der Frau Gontards und Mutter Henrys, entstand bald eine tiefe Zuneigung. Susette wurde Hölderlins Diotima, war ihm wohl schon im Brief vom 15. Januar 1796 an seinen Freund Christian Ludwig Neuffer Abbild „der ewigen Schönheit“.
Geistiger Hintergrund des Gedichts Die Eichbäume ist aber nicht die Liebe zu Diotima, sondern die Arbeit am Hyperion und die Auseinandersetzung mit Goethe und mehr noch Schiller. War doch Schiller schon im Tübinger Stift bewundertes und geliebtes Vorbild, sowohl im Gedanken einer befreiten Menschheit, in der Vorstellung einer kosmischen Harmonie wie in der Form der gereimten Hymnen. Diesem Ideal strebte Hölderlin etwa in den Hymnen Das Schicksaal von 1794 und An Herkules von 1796 nach. Auch die drei überlieferten Fassungen des Gedichts Diotima von 1796 bis 1797 sind noch vielstrophige Reimhymnen.

Die Stärke der Abhängigkeit von Schiller und das Ringen mit dieser Abhängigkeit (Hölderlin schreibt „Anhänglichkeit“) spricht aus einem Erklärungsversuch Hölderlins gegenüber Schiller für seine Entfernung aus Jena:

„Nürtingen bei Stutgard. d. 23. Jul. 1795.
Ich wußte wohl, daß ich mich nicht, ohne meinem Innern merklichen Abbruch zu thun, aus Ihrer Nähe würde entfernen können. Ich erfahr’ es jeden Tag lebendiger.
Es ist sonderbar, daß man sich sehr glücklich finden kann unter dem Einfluß eines Geistes, auch wenn er nicht durch mündliche Mittheilung auf einen wirkt, blos durch seine Nähe, und daß man ihn mit jeder Meile, die von ihm entfernt, mehr entbehren muß. Ich hätt’ as auch schwerlich mit all’ meinen Motiven über mich gewonnen, zu gehen, wenn nicht eben diese Nähe mich von der andern Seite so oft beunruhigt hätte. Ich war immer in Versuchung, Sie zu sehn, und sah Sie immer nur, um zu fühlen, daß ich Ihnen nichts seyn konnte. Ich sehe wohl, daß ich mit dem Schmerze, den ich so oft mit mir herumtrug, nothwendiger weise meine stolzen Forderungen büßte; weil ich Ihnen so viel seyn wollte, mußt’ ich mir sagen, daß ich Ihnen nichts wäre. <...>
Es ist sonderbar, daß ich Ihnen diese Apologie gab. Aber eben darum, weil diese Anhänglichkeit in der That mir heilig ist, such’ ich sie in meinem Bewußtseyn von allem, was durch eine scheinbare Verwandtschaft sie entwürdigen könnte, zu sondern, und warum sollt’ ich mich über sie nicht vor Ihnen äußern, wie sie vor mir erscheint, da sie doch Ihnen angehört?
Ich bin in ewiger Achtung
Ihr
Verehrer
M. Hölderlin“

Noch am 20. Juni 1797 schrieb Hölderlin an Schiller: „von Ihnen dependir’ ich unüberwindlich.“ Diesem Brief legte er den im April erschienenen ersten Band seines Hyperion sowie Manuskripte der Gedichte An den Aether, Der Wanderer und – wahrscheinlich – Die Eichbäume bei.

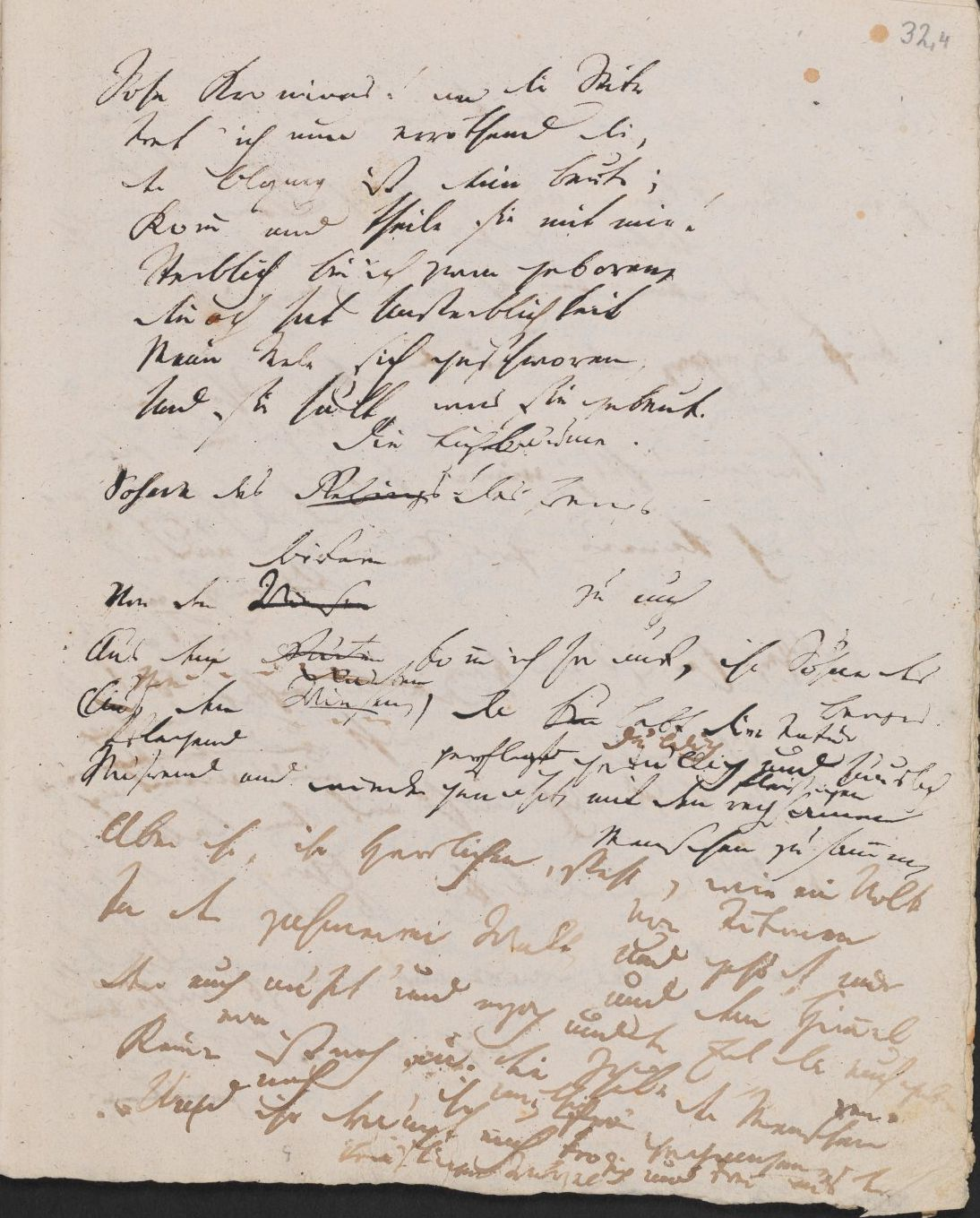
(2) Erster Entwurf Seite 1
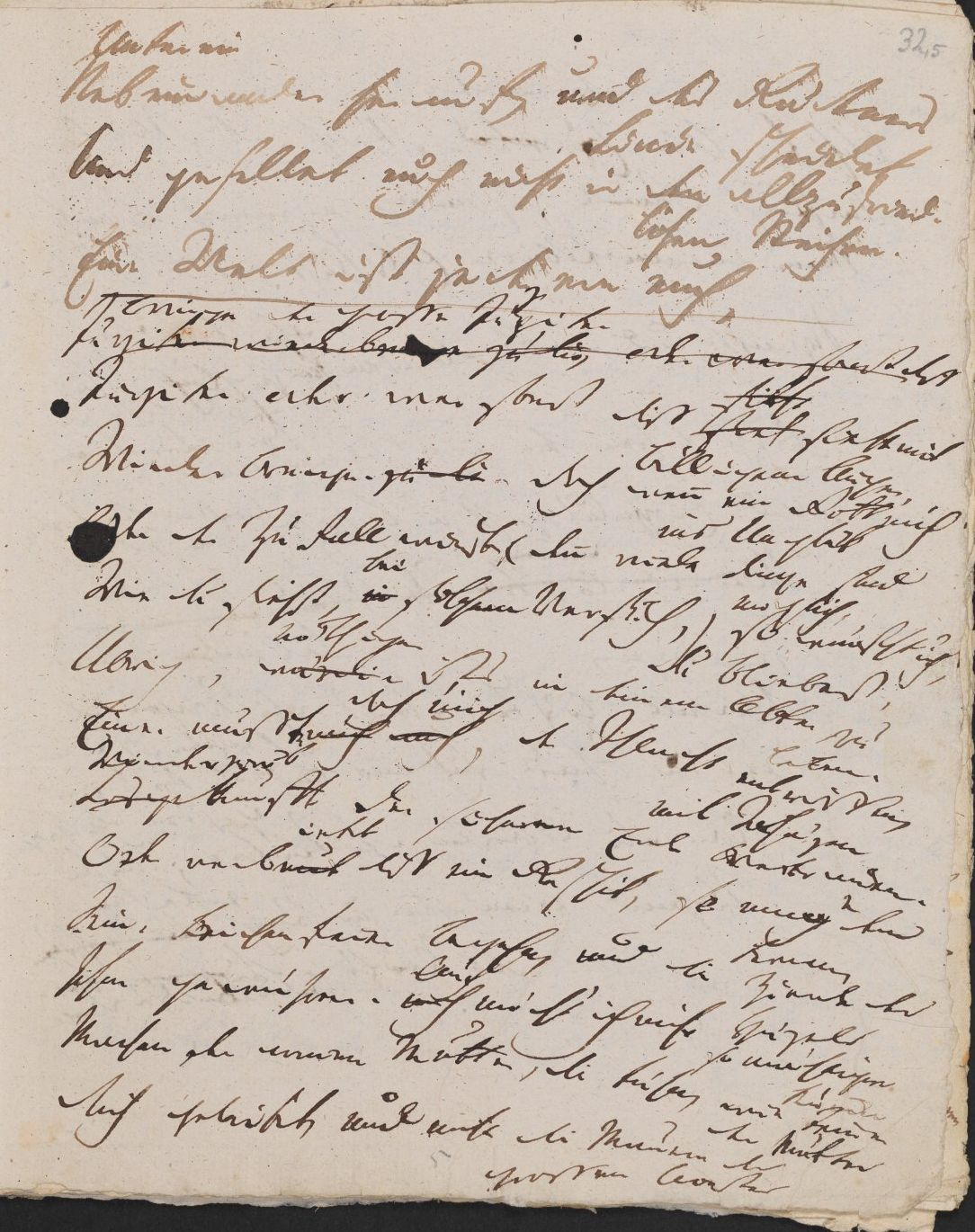
(3) Erster Entwurf Seite 2
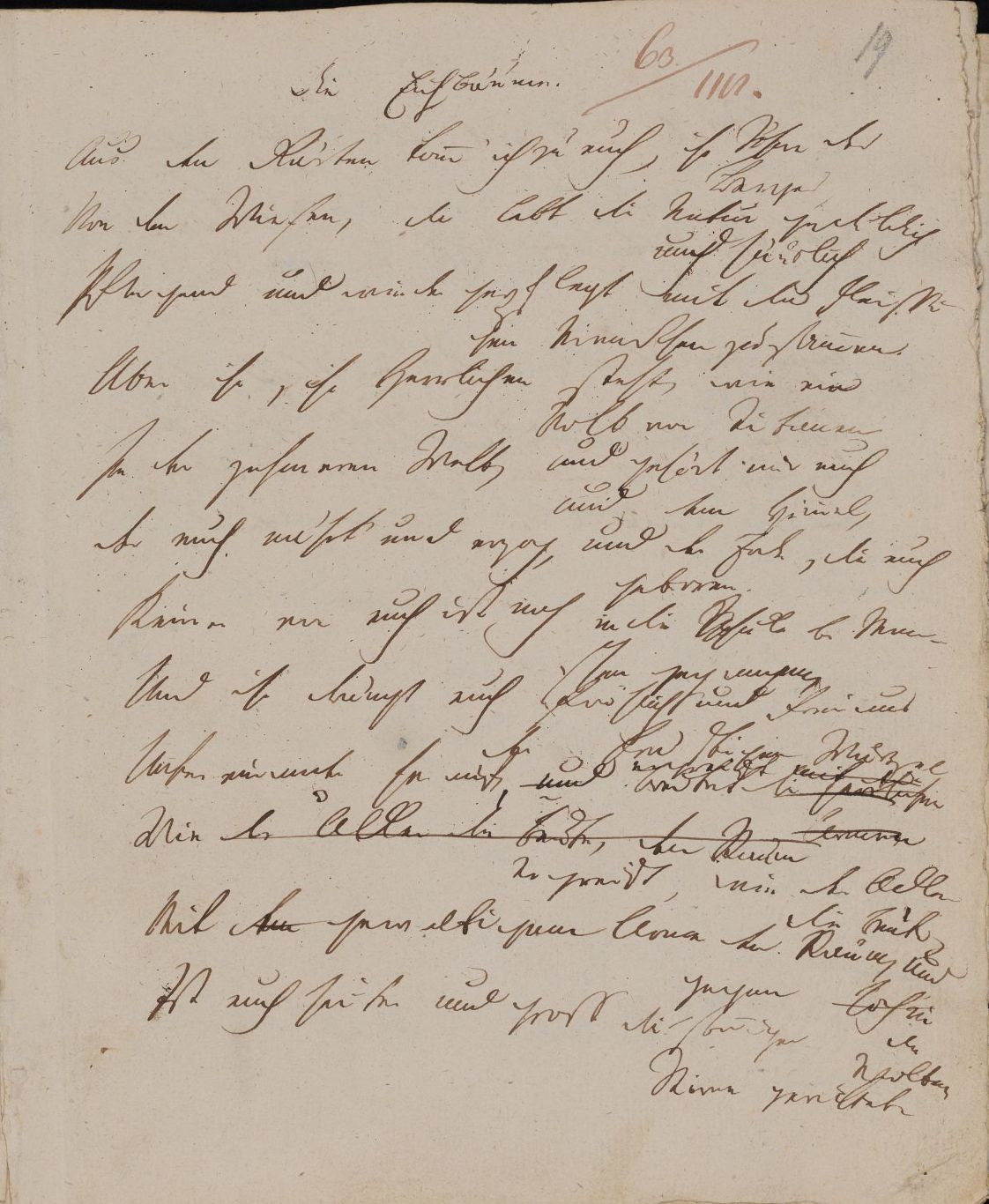
(4) Zweiter Entwurf Seite 1
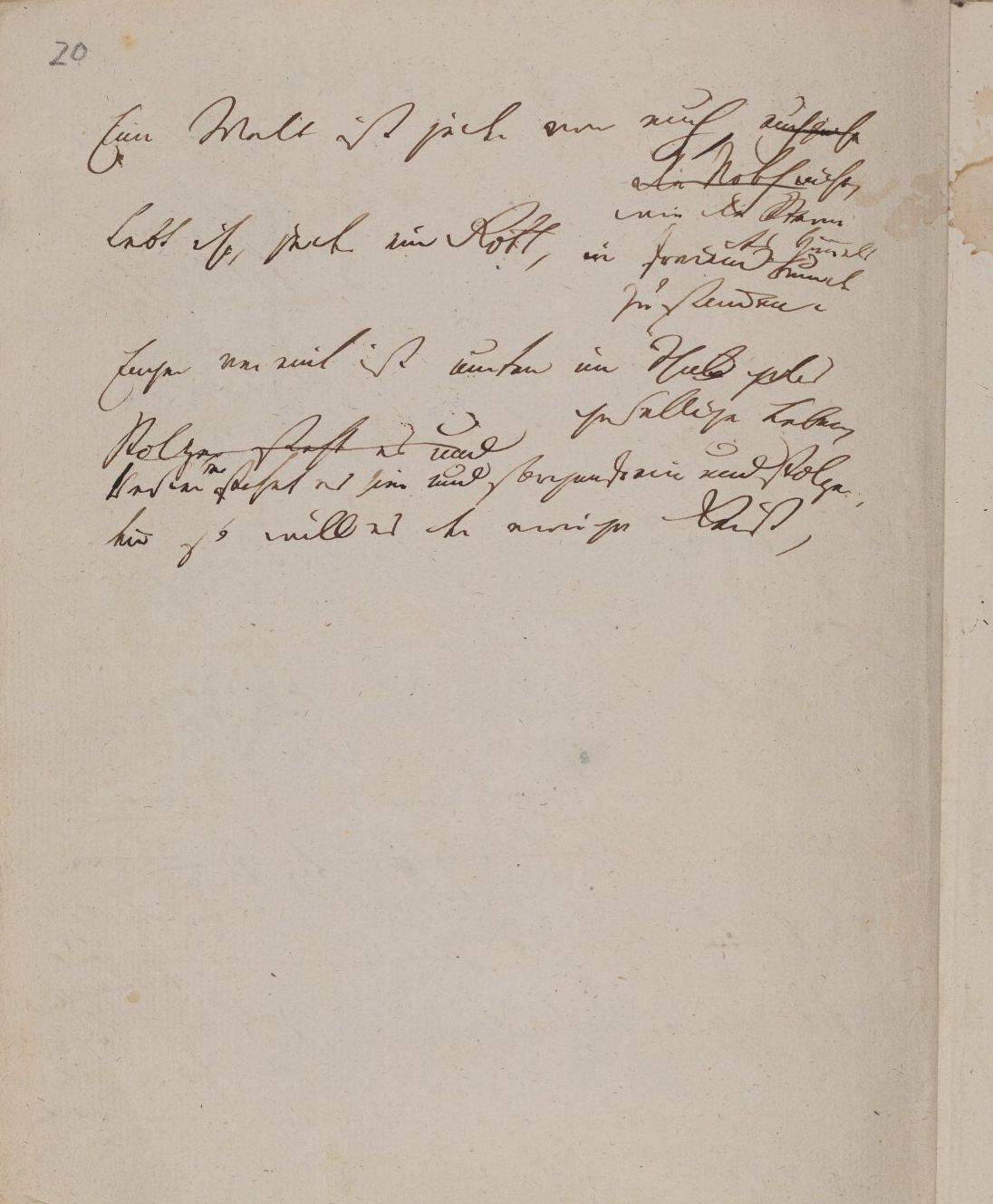
(5) Zweiter Entwurf Seite 2

## Überlieferung
Drei Manuskripte sind in der Württembergischen Landesbibliothek in Stuttgart erhalten und als Digitalisate verfügbar. Die Manuskriptvorlage für den Druck in den Horen(1) dagegen ist verloren.

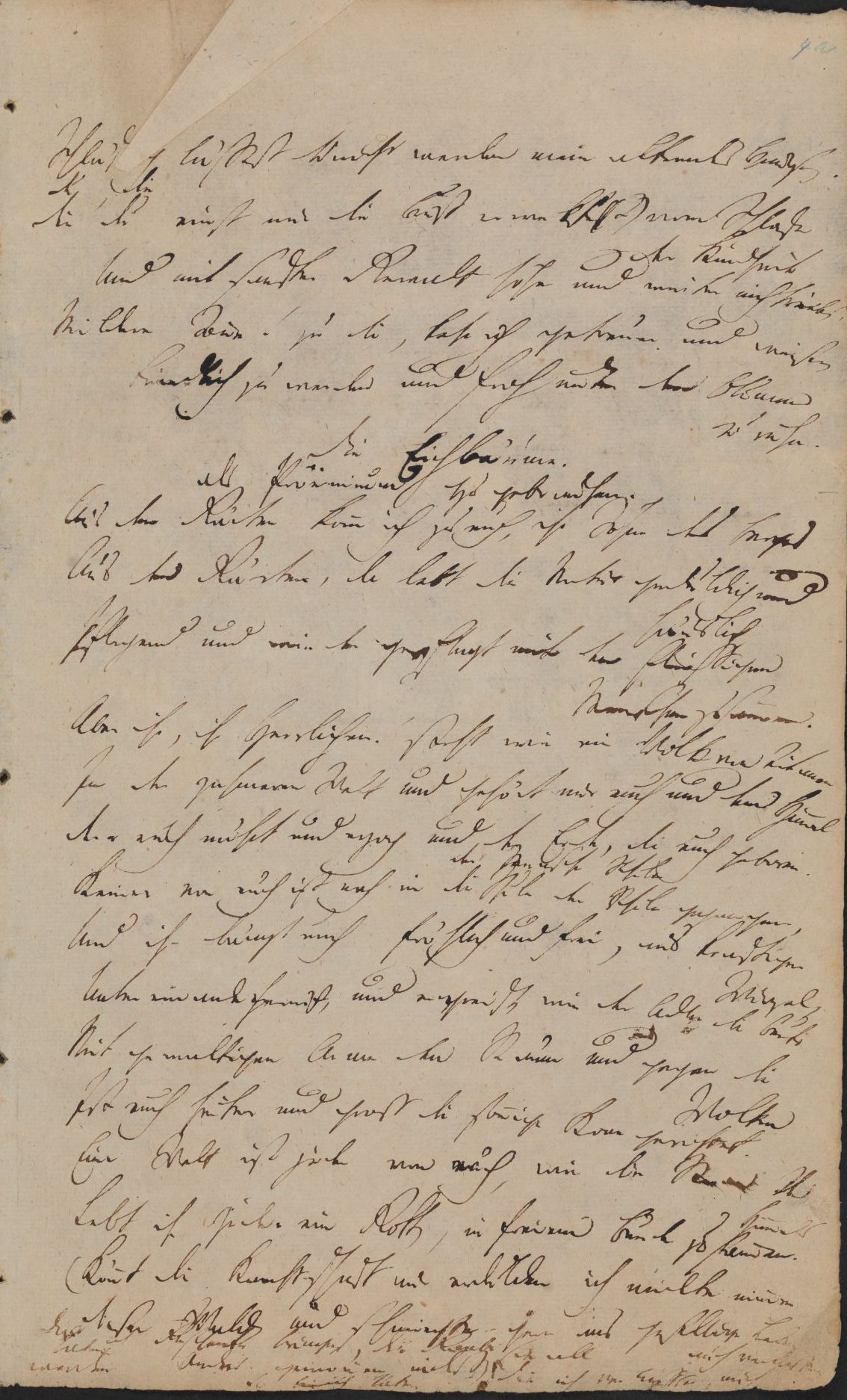
(6) Abschrift aus den Horen Seite 1

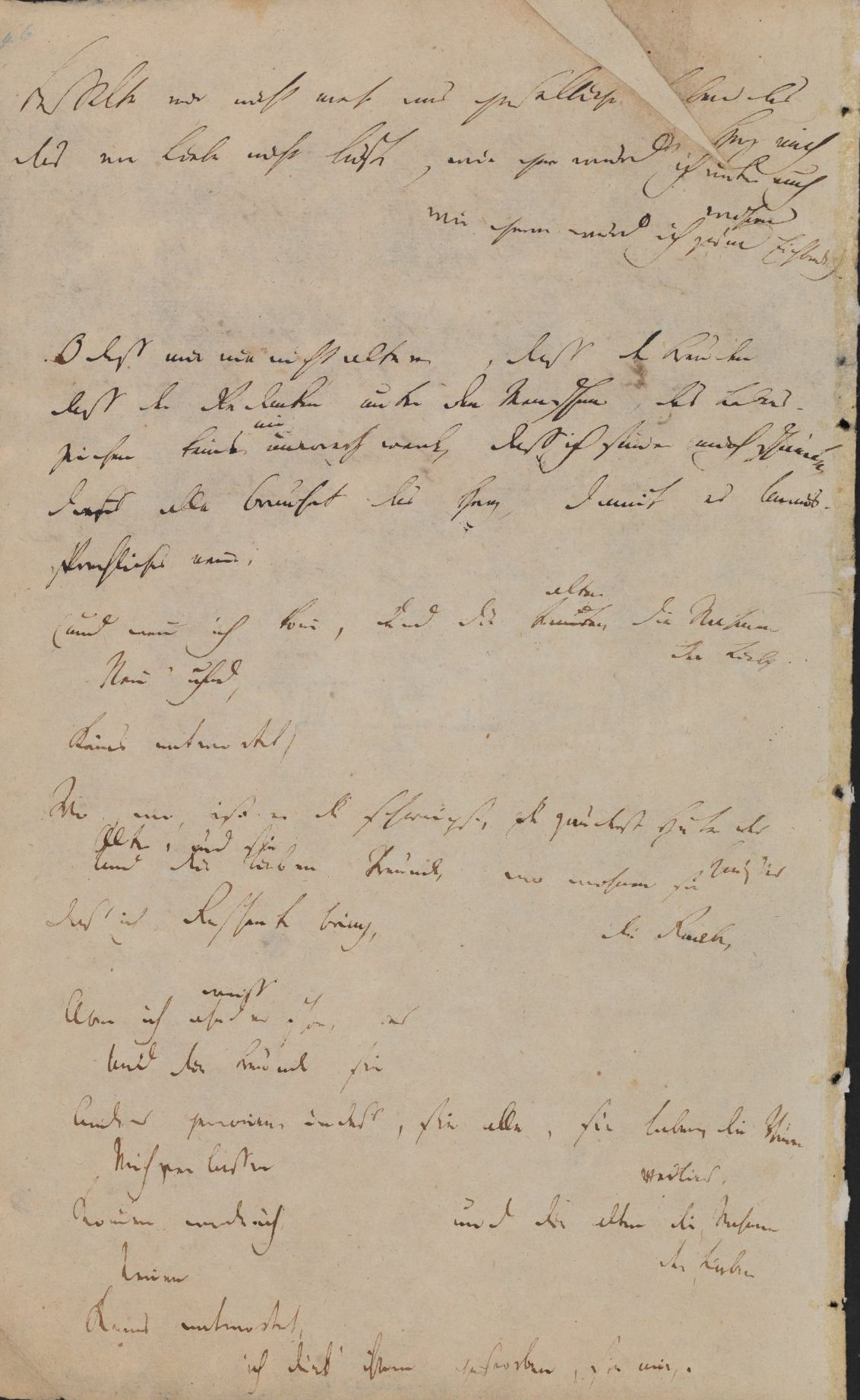
(7) Abschrift aus den Horen Seite 2

- Ein erster Entwurf, in dem Stuttgarter Konvolut „Dejanira an Herkules - Cod.poet.et.phil.fol.63,I,32“, umfasst auf zwei Blättern 12 Verse. Die Überschrift lautete zunächst „Die Eichen“.(2) Der Entwurf endet mit „Eine Welt ist jede von euch“.(3)
- In einem zweiten Entwurf in dem Konvolut „Homburger Quartheft - Homburg.B“ wird eine Alternative zu den Versen 14 bis 17 versucht.(5)
- Hölderlin hat das Gedicht aus den Horen, vermutlich Ende 1799, noch einmal abgeschrieben. Diese dritte Manuskriptfassung, im Konvolut „Stuttgarter Foliobuch - Cod.poet.et.phil.fol.63,I,6“ unmittelbar nach Hölderlins Abschrift der ersten Fassung seiner Elegie Der Wanderer, trägt unter dem Titel den Vermerk „als Proëmium zu gebrauchen“.(6) Die Verse 14 bis 17 sind eingeklammert, und darunter steht ein Prosatext, wohl Entwurf einer Alternative für die eingeklammerten Verse.(7)

Hölderlin wird hier nach der von Friedrich Beissner, Adolf Beck und Ute Oelmann (* 1949) besorgten historisch-kritischen Stuttgarter Ausgabe seiner Werke zitiert. Die von Dietrich Sattler herausgegebene historisch-kritische Frankfurter Ausgabe, die „Leseausgabe“ von Jochen Schmidt und (bis auf Zusammenschreibung „wiedergepflegt“ Vers 3) die „Leseausgabe“ von Michael Knaupp bieten damit identische Texte.

## Text
00000000000000000000Die Eichbäume

0000Aus den Gärten komm’ ich zu euch, ihr Söhne des Berges!

0000Aus den Gärten, da lebt die Natur geduldig und häuslich,

0000Pflegend und wieder gepflegt mit dem fleißigen Menschen zusammen.

0000Aber ihr, Ihr Herrlichen! steht, wie ein Volk von Titanen

0050In der zahmeren Welt und gehört nur euch und dem Himmel,

0000Der euch nährt’ und erzog und der Erde, die euch geboren.

0000Keiner von euch ist noch in die Schule der Menschen gegangen,

0000Und ihr drängt euch fröhlich und frei, aus der kräftigen Wurzel,

0000Unter einander herauf und ergreift, wie der Adler die Beute,

0100Mit gewaltigem Arme den Raum, und gegen die Wolken

0000Ist euch heiter und groß die sonnige Krone gerichtet.

0000Eine Welt ist jeder von euch, wie die Sterne des Himmels

0000Lebt ihr, jeder ein Gott, in freiem Bunde zusammen.

0000Könnt’ ich die Knechtschaft nur erdulden, ich neidete nimmer

0150Diesen Wald und schmiegte mich gern ans gesellige Leben.

0000Fesselte nur nicht mehr ans gesellige Leben das Herz mich,

0000Das von Liebe nicht läßt, wie gern würd’ ich unter euch wohnen!

## Interpretation
Hölderlin hatte schon früher Hexameter geschrieben, zuletzt 1792 in Kanton Schweiz. Die vorherrschende lyrische Form seiner Tübingen Zeit aber waren die Reimhymnen nach Schillers Muster. Nicht zuletzt die Arbeit am Hyperion machte ihm klar, dass er so seine dichterische Eigenart nicht entfalten konnte. Sein Spracherlebnis, geschärft durch den Hyperion, „forderte den reimlosen, nur auf der Wirkung des Metrums beruhenden Vers nach den Vorbildern der Antike“. Die Eichbäume markiert die Wende. Kurz danach entstanden das Hexametergedicht An den Aether und die erste Elegie Der Wanderer. In Hyperions Schicksaalslied aus dem zweiten Band des Hyperion experimentierte Hölderlin mit einem freien Rhythmus. Vor allem eroberte er sich in Frankfurt die Meisterschaft als Odendichter. „Mit Die Eichbäume vollzog Hölderlin die schöpferische Hinwendung zu den antiken Gedichtformen.“
Mit diesem neuen Klassizismus bleibt Hölderlin Schiller und Goethe nah, löst sich aber zugleich von ihnen. Wie das Verlassen Jenas Emanzipation von den Verehrten versuchte, so versucht es das Gedicht, nicht nur durch seine Form, auch durch seinen Inhalt. Es stellt zwei Formen des Daseins einander gegenüber.

### Zwei Sphären des Daseins
Die eine Form ist jene, aus der das lyrische Ich kommt, die es verlässt, die zahmere Welt (Vers 5) der „Gärten“, im ersten Entwurf der Dörfer(2), wo Gartenpflanzen vom „fleißigen Menschen“ gepflegt werden, wo geselliges Leben (Vers 15) herrscht. Dieses Dasein empfindet das Ich als „Knechtschaft“.
Die andere Daseinsform wird wesentlich nachdrücklicher, in einer rauschenden Kaskade von Versen geschildert. Es ist jene, in die das lyrische Ich tritt, der „Wald“ (Vers 15) der „Söhne des Berges“. Hölderlin hat den Titel „Die Eichen“ in „Die Eichbäume“ korrigiert,(2) statt der anonymisierenden Gattungsbezeichnung Individuen genannt. Die Eiche ist ihrer mythischen Bedeutung bei Griechen und Germanen wegen gewählt. In der Hymne an den Genius der Jugend von 1792 „strebt und rauscht der Eichenhain“, und im freirhythmischen Gedicht von Ende 1803 oder Anfang 1804 Lebensalter sitzt das Ich „unter / Wohleingerichteten Eichen“. Die mythischen Konnotationen bahnen die Verwandlung der Eichen aus bloßen hoch wachsenden Pflanzen zu mythischen Wesen, einem „Volk von Titanen / In der zahmeren Welt“. Es ist die Daseinsform schaffender Autarkie, die das lyrische Ich mit den Versen
0000Keiner von euch ist noch in die Schule der Menschen gegangen, <...>

0000Eine Welt ist jeder von euch, wie die Sterne des Himmels

0000Lebt ihr, jeder ein Gott, in freiem Bunde zusammen.
fast plakativ evoziert. Hölderlin wünscht seine dichterische Zukunft „in freiem Bunde“ (Vers 16).

### Huldigung an Schiller
Betont das Gedicht Emanzipation, Autonomie, so bleibt es zugleich eine Huldigung an Schiller; denn die Hauptmetapher entspricht der von Schillers 1795 in den Horen veröffentlichter Elegie, wo das lyrische Ich „des Zimmers Gefängniß“ verlässt und in die Einsamkeit der erhabenen Berge steigt. Mommsen weist auf die Ähnlichkeit einer Stilfigur  hin. In emphatischer Wiederholung heißt es in Die Eichbäume
0Aus den Gärten komm’ ich zu euch, ihr Söhne des Berges!

0Aus den Gärten, da lebt die Natur geduldig und häuslich,
und in der Elegie
0Hinter mir blieb der Gärten, der Hecken vertraute Begleitung,

0Hinter mir jegliche Spur menschlicher Hände zurück.

### Ausgleich der Sphären
Um die letzten vier Verse hat sich Hölderlin besonders bemüht. In der Horen-Fassung deuten sie an, dass der Verzicht auf das „gesellige Leben“ schmerzhaft ist, in der konkreten Biographie der Verzicht auf das Zusammensein mit Schiller schmerzhaft war, weil „das Herz <...> von Liebe nicht läßt“. In einer früheren, nämlich der zweiten Manuskriptfassung(5) entscheidet er sich ohne dies Bedenken für die Sphäre der Eichbäume:
0000Lebt ihr, jeder ein Gott, in freiem Bunde zusammen.

0000Enger vereint ist unten im Thal das gesellige Leben,

0000Vester bestehet es hier und sorgenfreier und stolzer,

0000Denn so will es der ewige Geist,

Aus dem Prosaentwurf am Ende der Abschrift der Horen-Fassung schließlich(7) klingt der Wunsch nach einem Ausgleich der Sphären des geselligen Miteinander und des freien, autonomen Individuums:

„O daß mir nie nicht altere, daß der Freuden daß der Gedanken unter den Menschen, der Lebenszeichen keins mir unwerth werde, daß ich seiner mich schämte, denn alle brauchet das Herz, damit es Unaussprechliches nenne.“

Der Vermerk „als Proëmium zu gebrauchen“(6) deutet vielleicht an, das Hölderlin das Gedicht in Richtung auf diesen Ausgleich überarbeiten wollte; vielleicht auch, dass er es an den Anfang einer Gedichtsammlung stellen wollte, die zu gestalten ihm, „der nie die demütige Unterwerfung unter Almanach-Herausgeber abschütteln <konnte>“, nicht vergönnt war.